# Trnovec pri Dramljah
Trnovec pri Dramljah este o localitate din comuna Šentjur, Slovenia, cu o populație de 120 de locuitori.